# Santo Hipólito
Santo Hipólito är en kommun i Brasilien.   Den ligger i delstaten Minas Gerais, i den sydöstra delen av landet, 500 km sydost om huvudstaden Brasília. Antalet invånare är 3 240.
Omgivningarna runt Santo Hipólito är huvudsakligen savann. Runt Santo Hipólito är det mycket glesbefolkat, med 5 invånare per kvadratkilometer.